# Elecciones parlamentarias de Moldavia de 2019
Las elecciones parlamentarias se celebraron en Moldavia el 24 de febrero de 2019 con el fin de elegir a los 101 miembros del Parlamento de Moldavia. La Constitución exige que las elecciones se celebren a más tardar cuatro años y tres meses después de la inauguración de la legislatura anterior. Las elecciones se llevaron a cabo bajo un sistema de voto paralelo, reemplazando el sistema proporcional de lista cerrada utilizado en Moldavia en todas las elecciones parlamentarias anteriores desde la independencia.
Los candidatos de cuatro partidos fueron elegidos para el Parlamento: el Partido de los Socialistas de la República de Moldavia, el Partido Democrático de Moldavia, la alianza electoral ACUM conformada por el DA y PAS, y el Partido Șor. El Partido de los Comunistas no logró obtener ningún asiento por primera vez desde la independencia.
El Partido de los Socialistas de la República de Moldavia y Partido de Acción y Solidaridad acordaron un gobierno de coalición con Maia Sandu como primera ministra.

## Sistema electoral
Los 101 escaños en el Parlamento fueron elegidos utilizando un sistema de votación paralelo introducido en 2017; 50 diputados fueron elegidos por representación proporcional en una sola circunscripción nacional, y los otros 51 fueron elegidos entre circunscripciones de un solo miembro.
Para la circunscripción nacional, el umbral electoral varía según el tipo de lista; para partidos u organizaciones individuales fue del 6%; para alianzas de dos partidos fue de 9%, y para alianzas de tres o más partidos fue de 11%. Para los candidatos independientes el umbral fue del 2%. La participación debe ser al menos del 33% para validar los resultados. Todavía hay controversia contra el nuevo sistema de elecciones y se consideró posible un referéndum en 2018 contra él.

## Resultados
| 313.984x313.984px                  |                                                             |                |                |                |                   |                   |                   |               |       |
| Partido / Alianza                  | Partido / Alianza                                           | Lista Nacional | Lista Nacional | Lista Nacional | Circunscripciones | Circunscripciones | Circunscripciones | Total escaños | +/–   |
| Partido / Alianza                  | Partido / Alianza                                           | Votos          | %              | Escaños        | Votos             | %                 | Escaños           | Total escaños | +/–   |
|                                    | Partido de los Socialistas                                  | 441.191        | 31,15          | 18             |                   |                   | 17                | 35            | +10   |
|                                    | ACUM DA y PAS                                               | 380,181        | 26,84          | 14             |                   |                   | 12                | 26            | Nuevo |
|                                    | Partido Democrático de Moldavia                             | 334.539        | 23,62          | 13             |                   |                   | 17                | 30            | +11   |
|                                    | Partido Șor                                                 | 117.779        | 8,32           | 5              |                   |                   | 2                 | 7             | Nuevo |
|                                    | Partido de los Comunistas                                   | 53.175         | 3,75           | 0              |                   |                   | 0                 | 0             | –21   |
|                                    | Nuestro Partido                                             | 41.769         | 2,95           | 0              |                   |                   | 0                 | 0             | Nuevo |
|                                    | Partido Liberal de Moldavia                                 | 17.741         | 1,25           | 0              |                   |                   | 0                 | 0             | –13   |
|                                    | Partido Movimiento Popular Antimafia                        | 8.633          | 0.61           | 0              | –                 | –                 | –                 | 0             | 0     |
|                                    | Democracia en el Hogar                                      | 4.463          | 0,32           | 0              |                   |                   | 0                 | 0             | 0     |
|                                    | Partido de las Regiones                                     | 3.645          | 0,26           | 0              | –                 | –                 | –                 | 0             | Nuevo |
|                                    | Partido Liberal Nacional                                    | 3.430          | 0,24           | 0              |                   |                   | 0                 | 0             | 0     |
|                                    | Partido Verde Ecologista                                    | 3.249          | 0,23           | 0              |                   |                   | 0                 | 0             | 0     |
|                                    | Partido Movimiento de los Profesionales de Speranța-Nadejda | 2.826          | 0,20           | 0              |                   |                   | 0                 | 0             | Nuevo |
|                                    | Partido de la Voluntad Popular                              | 2.705          | 0,19           | 0              | –                 | –                 | –                 | 0             | Nuevo |
|                                    | Partido Madre Tierra                                        | 1.033          | 0,07           | 0              | –                 | –                 | –                 | 0             | Nuevo |
|                                    | Independientes                                              | –              | –              | –              |                   |                   | 3                 | 3             | +3    |
| Votos nulos                        | Votos nulos                                                 | 40.861         | –              | –              |                   | –                 | –                 | –             | –     |
| Total                              | Total                                                       | 1.457,.220     | 100            | 50             |                   | 100               | 51                | 101           | 0     |
| Votantes registrados/participación | Votantes registrados/participación                          | 2,959,143      | 50.57          | –              |                   |                   | –                 | –             | –     |
| Fuente: CEC                        |                                                             |                |                |                |                   |                   |                   |               |       |